# سعد آيت خورسة
سعد آيت خورسة  (1994 المغرب) هو لاعب كرة قدم مغربي.

## روابط خارجية
- سعد آيت خورسة على موقع قاعدة بيانات كرة القدم.إي يو (الإنجليزية)